# Groupe historique Aïkido André Nocquet
Le Groupe Historique Aïkido André Nocquet (GHAAN) est une association intégrée à la FFAB. Créée en 1988 par André Nocquet avec ses élèves Jo Cardot, Claude Gentil, Claude Cébille et Hervé Dizien.
Cette association fait suite au GAAN (Groupe Aïkido André Nocquet).
La présidence du groupe a été tenue par Lucien Rambaud de 1988 à mars 2009 et depuis l'élection de l’assemblée générale de mars 2009 c'est Alain Floure qui assure la présidence du groupe.